# Lutherkirche (Freital)

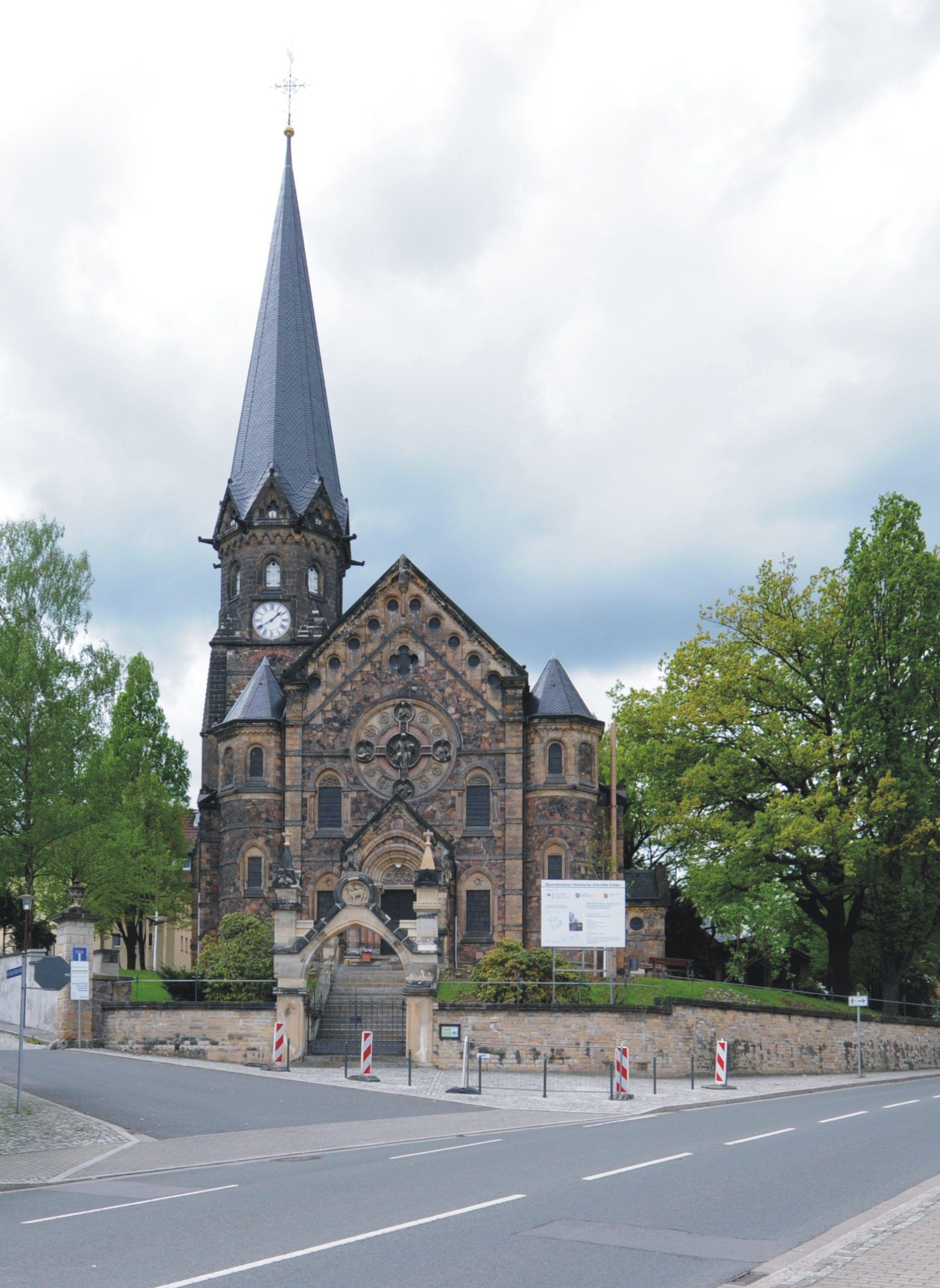
Die Lutherkirche von Osten

Die Lutherkirche ist ein im neoromanischen Stil errichtetes evangelisch-lutherisches Kirchengebäude im Freitaler Stadtteil Döhlen. Sie befindet sich im alten Ortskern des Stadtteils gegenüber dem alten Amtsgericht und dem Rathaus an der „Lutherstraße“. Zusammen mit der etwa 20 Jahre später angelegten Denkmalhalle steht die Lutherkirche unter Denkmalschutz und in der Freitaler Kulturdenkmalliste.

## Geschichte

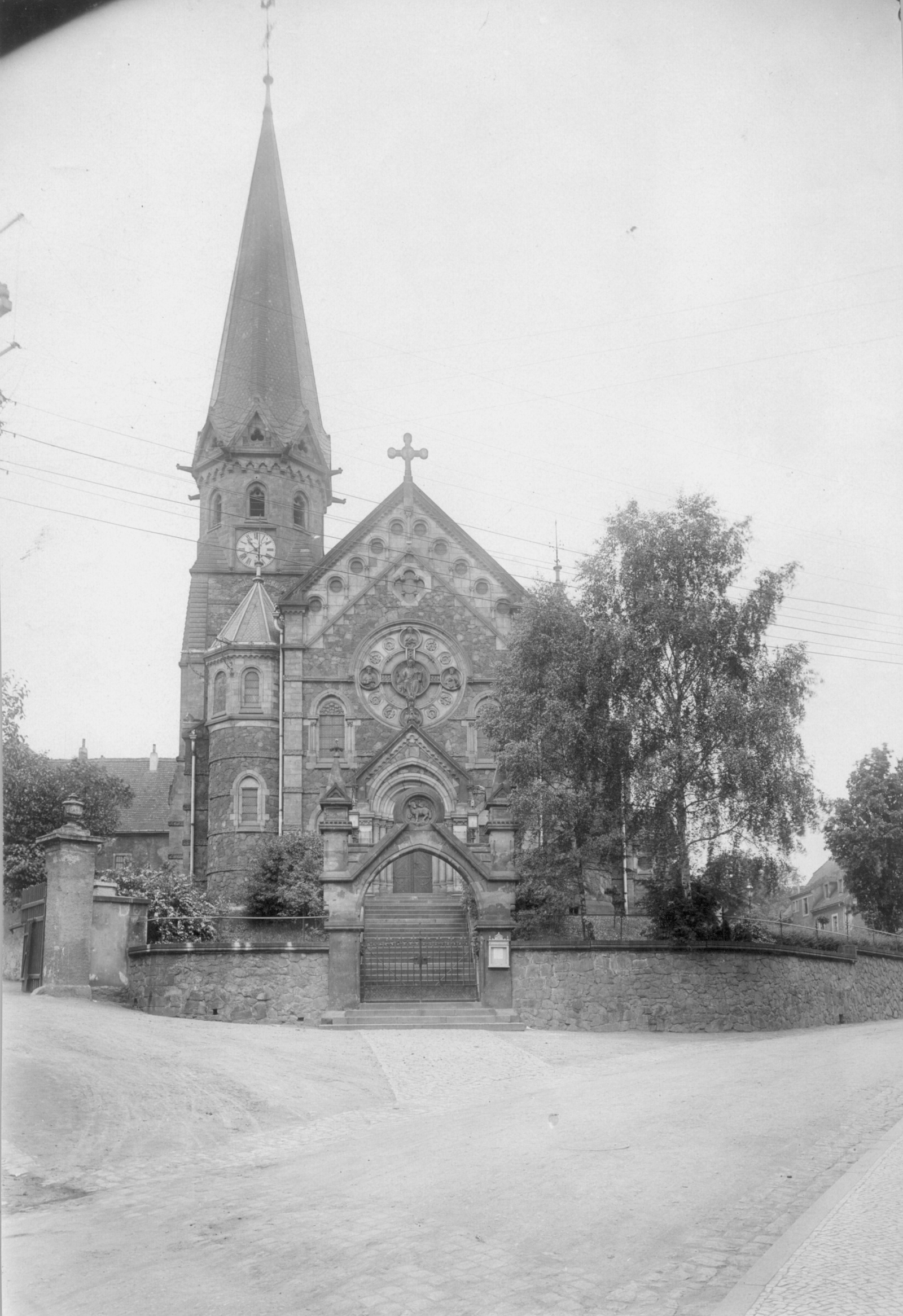
Ansicht vor 1919

Die Lutherkirche wurde in den Jahren 1880–1882 anstelle der alten Döhlener Dorfkirche errichtet. Diese existierte seit dem 12. Jahrhundert und war damit die älteste Kirche im Döhlener Becken. Beim Bau des neuen Kirchengebäudes wurden Elemente des Vorgängerbaus einbezogen, beispielsweise Teile des Kirchturms. Dieser befand sich vormals nordöstlich des Kirchenschiffes und damit seitlich am Chor gelegen. Beim Neubau wurde der Chor nach Norden verschoben, sodass sich die Kirche nun in Ost-West-Richtung erstreckte. Auch die aus dem 16. Jahrhundert stammende Weihetafel und der Taufstein fanden Eingang in den neuen Kirchenbau, der nach Plänen des Architekten Gotthilf Ludwig Möckel (1838–1915) errichtet wurde.
Die Grundsteinlegung erfolgte am 11. Oktober 1880. Das Mauerwerk der neuen Kirche besteht aus Syenitbruchstein. Die Glocken wurden am Ende der Bauzeit am 19. April 1882 geweiht. Die Orgel der Firma Hermann Eule Orgelbau Bautzen wurde 1882 eingebaut. Am 10. September 1882 erfolgte die Einweihung des neuen Gotteshauses. Im Jahr 1907 baute man zwei Buntglasfenster mit Motiven der Reformatoren Martin Luther und Philipp Melanchthon ein. Nach der Gründung der Stadt Freital 1921 erhielt das Kirchengebäude den Namen Lutherkirche. 1955 bekam die Kirche ein Geläut aus Eisenhartguss. Zwischen 1955 und 1957 wurde der Innenraum renoviert, 1981 fanden Erneuerungsarbeiten an der Orgel statt. Um 1990 wurde das teils noch von der Vorgängerkirche stammende Tor an der südöstlichen Treppe abgebaut. Die Steine wurden auf dem Kirchgelände gelagert, sodass sie 2013 beim Wiederaufbau des Tores mit verwendet werden konnten. 1999 kam es zur Sanierung des Kirchturms, 2006 wurde der Altarraum der Lutherkirche erneuert. 2010 wurden die verschlissenen Stahlglocken durch ein dreistimmiges Bronzegeläut (Töne fis′, h′, d″) aus der Glockengießerei Lauchhammer ersetzt. Die drei alten Hartgussglocken wurden links neben der Kirche aufgestellt. 
In die Lutherkirche sind heute noch die Orte Birkigt, Burgk und Weißig eingepfarrt. Die Döhlener Kirche, die seit 1999 zum Ev.-Luth. Kirchspiel Freital und seit 1. Januar 2014 zur Kirchgemeinde Freital gehört, hatte 2007 rund 600 Gläubige. Bis 1897 war auch Gittersee nach Döhlen gepfarrt, andere Orte lösten sich bereits vor der Errichtung der neuen Kirche von Döhlen (beispielsweise Deuben mit dem Neubau der Christuskirche).
Seit dem 2. Januar 2021 gehört die Kirchgemeinde zum Ev.-Luth. Kirchgemeindebund Wilsdruff-Freital.

## Denkmalhalle

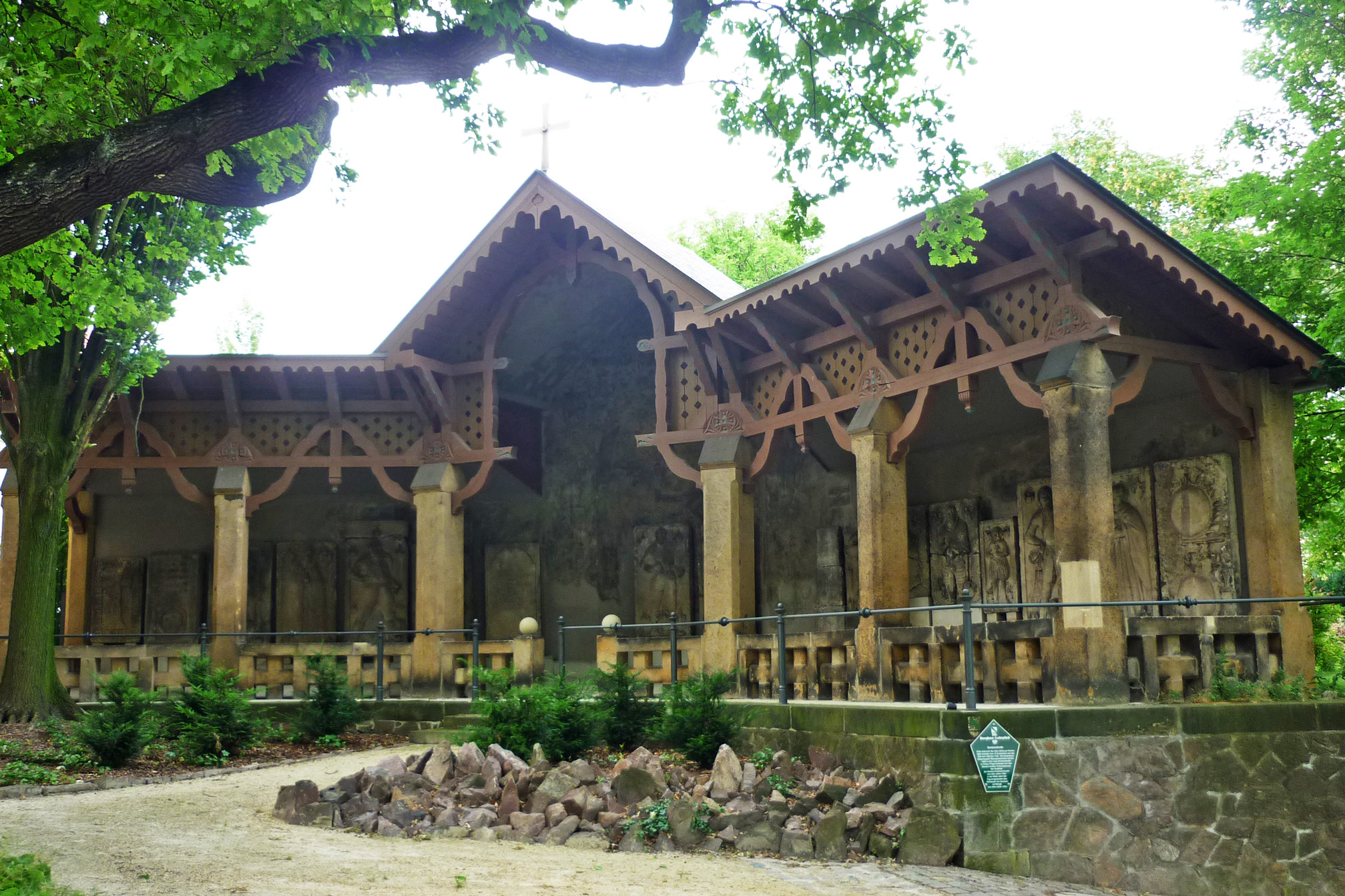
Denkmalhalle

Im Jahr 1899 ließen Zar Nikolaus II. und Max Freiherr von Burgk eine L-förmige Denkmalhalle im Schweizer Stil nach Plänen von Cornelius Gurlitt errichten. Der Zar kofinanzierte den Bau, da Max von Burgk nachweisen konnte, dass Vorfahren Katharina der Großen in der Gegend gelebt hatten. In der Halle wurden Grabsteine aufgestellt, die sich zuvor in der alten Döhlener Kirche befanden und nach deren Abriss an der Friedhofsmauer angebracht waren. Der älteste dieser Grabsteine stammt aus dem Jahr 1356 und erinnert an Barbara Küchenmeister.
Cornelius Gurlitt erfasste in seinem Werk Beschreibende Darstellung der älteren Bau- und Kunstdenkmäler des Königreichs Sachsen aus dem Jahr 1904 folgende 19 Grabsteine, die in der Denkmalhalle aufgestellt waren:
| Name                                                     | Sterbejahr | Maße       |
| -------------------------------------------------------- | ---------- | ---------- |
| Barbara Küchenmeister                                    | 1356       | 77×134 cm  |
| Margarethe von Grensing                                  | 1531       | 84×150 cm  |
| Hans von Grensing                                        | 1580       | 100×180 cm |
| Elisabeth von Grensing                                   | 1581       | 95×180 cm  |
| Josua von Theler                                         | 1590       | 80×140 cm  |
| Margaretha von Theler                                    | 1598       | 92×170 cm  |
| Christoph von Zeutsch                                    | 1603       | 100×185 cm |
| Joseph Benno von Theler                                  | 1610       | 92×170 cm  |
| Anna Maria von Zeutsch                                   | 1613       | 90×180 cm  |
| Johann Dippold von Grensing                              | 1619       | 100×215 cm |
| Wolfgang Ulrich von Theler                               | 1620       | 61×115 cm  |
| Anna von Grensing                                        | 1628       | 97×215 cm  |
| Conrad Theler                                            | 1633       | 103×190 cm |
| Katharina von Theler                                     | 1648       | 96×185 cm  |
| Hans Caspar von Zeutzsch                                 | 1687       | 81×105 cm  |
| M. Samuel Hannauer                                       | 1693       | 80×155 cm  |
| Ernst Dietrich von Haugwitz Caspar Dietrich von Haugwitz | 1694 1696  | 90×175 cm  |
| Johanna Susanna Freifrau von Degenfeld                   | 1722       | 88×170 cm  |
| C. E. von Polenz M. J. von Polenz                        | 1752 1769  | 70×170 cm  |

Die Sanierung der zuvor verfallenen Denkmalhalle wurde seit 1998 geplant und 2013 gemeinsam mit einigen weiteren Umgestaltungsmaßnahmen im Bereich des Döhlener Ortskerns umgesetzt.
Da die Witterung auch dem Grab-Schatz zugesetzt hatte, wurden im Anschluss, bis 2020, alle Grabmäler mit Mittel der Denkmalpflege, der Stadt und zahlreichen privaten Spendern saniert.